# César Polanco
César „Patico“ Polanco (* 29. November 1967 in Santiago de los Caballeros, Dominikanische Republik) ist ein ehemaliger dominikanischer Boxer im Superfliegengewicht.

## Profikarriere
1983 begann er erfolgreich seine Profikarriere. Am 2. Februar 1986 boxte er gegen Ellyas Pical um den Weltmeistertitel des Verbandes IBF und siegte durch geteilte Punktrichterentscheidung. Diesen Gürtel verlor er allerdings bereits in seiner ersten Titelverteidigung im Juli desselben Jahres an Pical im direkten Rematch durch K. o. in der 3. Runde. 
1993 beendete er seine Karriere.